# Jiří Valenta (lékař)
Jiří Valenta (22. března 1933 Klatovy – 6. února 2020 Klatovy) byl český lékař, děkan a vysokoškolský pedagog.

## Vědecká a pedagogická činnost
Vystudoval lékařskou fakultu Univerzity Karlovy v Plzni, jako student zde působil v Anatomickém ústavu jako demonstrátor a odborný asistent, promoval v roce 1957). Téhož roku nastoupil na Chirurgickou kliniku LF UK a FN Plzeň, roku 1964 se na klinice stal odborným asistentem. V rámci stáží navštívil chirurgická pracoviště ve Švédsku, kde se seznámil s moderními trendy v cévní a transplantační chirurgii. V roce 1968 stážoval na Univerzitě Johnse Hopkinse v Baltimoru. Mezi lety 1976 až 1977 působil jako zástupce vedoucího Transplantačního centra v Uppsale. V roce 1972 se podílel na založení Transplantačního centra ve FN Plzeň. V dalších letech přednášel o problematice cévní a transplantační chirurgie na řadě renomovaných zahraničních pracovišť.
V roce 1968 obhájil kandidátskou práci. Habilitoval se v roce 1978. Roku 1987 získal titul doktor věd. Roku 1990 byl jmenován profesorem chirurgie. V letech 1990 až 1996 zastával funkci děkana lékařské fakulty Univerzity Karlovy v Plzni. Od roku 1990 do roku 1999 byl přednostou Chirurgické kliniky LF UK a FN Plzeň. Položil rovněž základy experimentální chirurgie v Plzni. Od roku 2000 až do roku 2017 působil na Ústavu anatomie LF UK v Plzni. Od března 2019 až do své smrti v únoru 2020 se na Ústav anatomie LF UK v Plzni navrátil a věnoval se ediční činnosti.
Je autorem více než 100 vědeckých publikací.

## Publikační činnost
- Jedovatí hadi : intoxikace, terapie. Praha: Gálen, 2008. 401 s. ISBN 978-80-7262-473-7

## Ocenění
Jiří Valenta byl od roku 1994 čestným členem České chirurgické společnosti. Od roku 2006 byl čestným členem České společnosti kardiovaskulární chirurgie ČLS JEP. Roku 2013 byl oceněn Čestnou medailí České lékařské společnosti Jana Evangelisty Purkyně a byl také uveden do Dvorany slávy Plzeňského kraje. Byl oceněn Zlatou a Jubilejní medailí Univerzity Karlovy v Praze.